# اوراق بهادار مضطرب
اوراق بهادار مضطرب یک نوع اوراق بهادار نسبت به شرکتها یا اشخاص دولتی است که دچار مشکلات اقتصادی یا عملیاتی، پیش فرض یا ورشکستگی شده اند. به عنوان اوراق بهادار بدهی، (به این بدهی مضطرب گفته می شود). خرید یا نگه داشتن چنین بدهی های مضطرب به دلیل احتمال ورشکستگی ممکن است چنین اوراق بهادار را بی‌ارزش جلوه دهد (بهبود صفر). سرمایه گذاری عمدی در اوراق بهادار مضطرب به عنوان یک استراتژی در حالی که به طور بالقوه سودآور است دارای سطح قابل توجهی از خطر است زیرا اوراق بهادار ممکن است بی ارزش شود. برای انجام این کار به تجزیه و تحلیل هر ابزار و ارزیابی موقعیت آن در ساختار سرمایه یک صادرکننده به همراه احتمال بهبودی نهایی، نیاز به منابع و تخصص قابل توجهی است. اوراق بهادار مضطرب تمایل به تجارت با تخفیف های قابل توجه به ارزش ذاتی یا ارزش خود دارند و بنابراین پایین تر از درجه سرمایه گذاری تلقی می شوند.